# Miasto cudów
Miasto cudów (ang. Magic City, 2012–2013) – amerykański serial obyczajowy stworzony przez Mitcha Glazera dla stacji Starz. Wyprodukowany przez Media Talent Group i South Beach Productions.
Światowa premiera serialu miała miejsce 30 marca 2012 roku na antenie Starz, natomiast w Polsce odbyła się 4 sierpnia 2012 roku na kanale HBO.

## Opis fabuły
Akcja serialu rozgrywa się w Miami Beach na przełomie lat 50. i 60. XX wieku. Opowiada o historii Ike'a Evansa (Jeffrey Dean Morgan), właściciela luksusowego hotelu Miramar Playa, który obraca się wśród elity artystycznej i finansowej Miami.

## Obsada

### Główni
- Jeffrey Dean Morgan jako Isaac "Ike" Evans
- Olga Kurylenko jako Vera Evans
- Steven Strait jako Steven "Stevie" Evans
- Jessica Marais jako Lily Diamond
- Christian Cooke jako Daniel "Danny" Evans
- Elena Satine jako Judi Silver
- Dominik Garcia-Lorido jako Mercedes Lazaro
- Taylor Blackwell jako Lauren Evans
- Danny Huston jako Ben "The Butcher" Diamond

### Pozostali
- Yul Vazquez jako Victor Lazaro
- Kelly Lynch jako Meg Bannock
- Alex Rocco jako Arthur Evans
- Leland Orser  jako Mike Strauss
- Michael Rispoli jako Bel Jaffe
- Bradford Tatum jako 'Dandy' Al Haas
- Willa Ford jako Janice Michaels

i inni

## Spis odcinków
| Światowa premiera | Polska premiera | N/o | Angielski tytuł                      |
| ----------------- | --------------- | --- | ------------------------------------ |
|                   |                 |     |                                      |
| SERIA PIERWSZA    |                 |     |                                      |
|                   |                 |     |                                      |
| 30.03.2012        | 04.08.2012      | 01  | The Year of the Fin                  |
|                   |                 |     |                                      |
| 13.04.2012        | 11.08.2012      | 02  | Feeding Frenzy                       |
|                   |                 |     |                                      |
| 20.04.2012        | 18.08.2012      | 03  | Castles Made of Sand                 |
|                   |                 |     |                                      |
| 27.04.2012        | 25.08.2012      | 04  | Atonement                            |
|                   |                 |     |                                      |
| 04.05.2012        | 01.09.2012      | 05  | Suicide Blonde                       |
|                   |                 |     |                                      |
| 11.05.2012        | 08.09.2012      | 06  | The Harder They Fall                 |
|                   |                 |     |                                      |
| 18.05.2012        | 15.09.2012      | 07  | Who's the Horse and Who's the Rider? |
|                   |                 |     |                                      |
| 01.06.2012        | 22.09.2012      | 08  | Time and Tide                        |
|                   |                 |     |                                      |